# Mission de la Communauté de développement d’Afrique australe en république démocratique du Congo
La Mission de la Communauté de développement d'Afrique australe en république démocratique du Congo (Mission de la SADC en république démocratique du Congo, (en) : Southern African Development Community (SADC) Mission in the Democratic Republic of Congo, SAMIDRC) est un contingent international de maintien de la paix déployé par la Communauté de développement d'Afrique australe depuis le 15 décembre 2023 dans l'est de la république démocratique du Congo à la suite de la résurgence du M23 et des groupes armés qui combattent dans la guerre du Kivu depuis la fin du XXe siècle dans cette région de l'Afrique des Grands Lacs essentiellement dans le Nord-Kivu.

## Historique

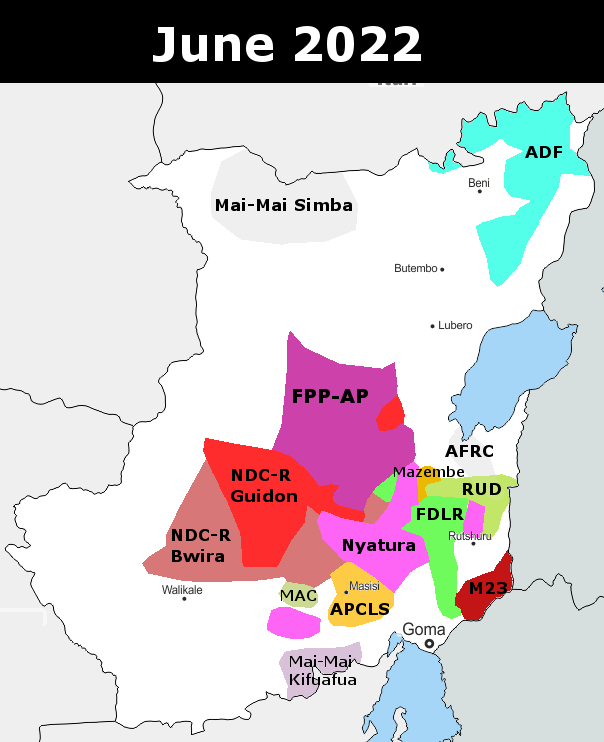
Carte des groupes armés au Nord-Kivu en juin 2022. Le M23 à la frontière rwandaise est le principal d'entre eux et s'empare de la ville de Goma fin janvier 2025.

Depuis novembre 2021, la résurgence du M23, soutenu par le Rwanda, cause un défi sécuritaire de plus a la République démocratique du Congo (RDC). Le déploiement de la SAMIDRC a été approuvé par le Sommet extraordinaire des chefs d’État et de gouvernement de la SADC tenu à Windhoek (Namibie) le 8 mai 2023, en tant que réponse régionale à l’instabilité et à la détérioration de la situation sécuritaire qui prévaut dans l’est de la RDC. 
Elle remplace la Force régionale de la Communauté d'Afrique de l'Est (EACRF), déployée de novembre 2022 à septembre 2023 et jugée inefficace par le gouvernement de Kinshasa.
Dans le cadre de la SAMIDRC, une force régionale de la SADC composée des forces armée de l'Afrique du Sud, du Malawi et de la Tanzanie collaborent avec les Forces armées de la république démocratique du Congo afin de lutter contre les groupes armés opérant dans l’est de la RDC. Sa structure se base sur la Force africaine en attente.
Son premier commandant est le major général Monwabisi Dyakopu de l'Armée de terre sud-africaine.
Le total des effectifs est extrêmement variable selon les renseignement d'origine sources ouvertes. En mars 2024, il est prévu que les Force de défense nationale sud-africaine déploient 2 900 militaires sur place, ce qui en fait le plus important déploiement à l'étranger depuis la guerre de la frontière sud-africaine, la Force de défense du Malawi et les Forces de défense du peuple tanzanien déployant ensemble 2 100 militaires. Le 26 juin 2024, le site Africa Intelligence affirme que les effectifs sont montés à près de 8 000 militaires mais le Institute for Security Studies (en) (ISS Africa) dans un article du 28 octobre 2024 déclare que seulement 1 300 soldats du Malawi, de l’Afrique du Sud et de la Tanzanie ont été mobilisés sur les 5 000 visés faute de financement suffisant. 
L’Afrique du Sud s’est engagée pour 100 millions de dollars US et la RDC pour 200 millions pour un budget annuel estimé à 500 millions de dollars US. 
Les combats opposent dans les environs de Goma, capitale provinciale du Nord-Kivu, l’armée congolaise et ses alliés au Mouvement du 23 mars soutenu par le Rwanda. Selon ISS dans l'article précité, une quinzaine de militaires de cette mission ont été tués et plusieurs capturés par le M23 en date d'octobre 2024.
Durant la bataille de Goma, entre le 24 et le 25 janvier 2025, treize soldats — neuf sud-africains, trois  malawites et un uruguayen — dont dix déployés au sein la force régionale de la Communauté de développement d'Afrique australe et trois sein de la Mission de l'Organisation des Nations unies pour la stabilisation en république démocratique du Congo, sont tués,. Ces derniers dans l'attaque de leur base opérationnelle dans la commune de Sake.
Dans la nuit du 26 au 27 janvier, le M23 avec l'appui direct des forces rwandaises revendique la prise de Goma. Des combats sont toujours en cours le 28, l'Afrique du Sud confirme ce jour-là que quatre autres soldats sud-africains de la MONUSCO sont tués. La bataille de termine le 30 janvier avec la prise de contrôle totale de Goma par le M23 et le Rwanda.
Le 5 février 2025, le président de la république du Malawi Lazarus Chakwera annonce le retrait de ses troupes de l'est de la RDC mais les conditions de celui-ci ne sont alors pas connues.
Un appel au cessez-le-feu est lancé par les dirigeants de la Communauté d'Afrique de l'Est (EAC) et de la Communauté de développement d'Afrique australe (SADC) lors du sommet exceptionnel tenu en Tanzanie le 8 février.
Environ 200 soldats de la SAMIDRC (des blessés, des malades et quelques personnels féminins) quittent Goma le 24 février 2025. Le reste des contingents sud-africain, malawite et tanzanien sont toujours dans leurs bases à l’aéroport de Mubambiro, à la sortie de Goma, avec leurs armes. Le M23 déclare négocier leur départ.
Le 13 mars 2025, les chefs d’État de la SADC actent la fin du mandat de la SAMIDRC, et le retrait progressif de la force déployée dans l’est de la république démocratique du Congo.
Le 28 mars 2025, un accord est signé entre la SADC et l'AFC/M23, stipulant que le M23 facilite le départ immédiat des troupes de la SAMIRDC avec leurs armes et équipements via l'aéroport international de Goma, bien que celui-ci soit actuellement inutilisable en raison des récents combats.
Le 29 avril 2025, les troupes de la mission commencent à se retirer de Goma, marquant le début du retrait négocié avec le groupe politico-militaire AFC/M23 .